# Elisabeta Tufan
Elisabeta Tufan, född den 8 augusti 1964 i Bukarest, Rumänien, är en rumänsk fäktare som ingick i de rumänska lag som tog OS-silver 1984 och OS-brons i damernas lagtävling i florett i samband med de olympiska fäktningstävlingarna 1992 i Barcelona.